# Shahrestān di Aq Qala
Lo shahrestān di Aq Qala (farsi شهرستان آق‌قلا) è uno dei 14 shahrestān della provincia del Golestan, in Iran. Il capoluogo è Aq Qala e lo shahrestān è suddiviso in due circoscrizioni (bakhsh):
- Centrale (بخش مرکزی)
- Voshmghir (بخش وشمگیر), con capoluogo Anbar  Alum.